# Vakszerencse
A Vakszerencse (eredeti cím: Runner Runner) 2013-ban bemutatott amerikai bűnügyi thriller, melyet Brian Koppelman és David Levien forgatókönyvéből Brad Furman rendezett. A főszerepben Justin Timberlake és Ben Affleck látható. 
Franciaországban, Belgiumban és a Fülöp-szigeteken 2013. szeptember 25-én, az Amerikai Egyesült Államokban pedig október 4-én mutatták be. Általánosságban negatív véleményeket kapott a kritikusoktól, világszerte 62 millió dolláros bevételt hozott.

## Szereplők
| Színész              | Szerep            | Magyar hang     |
| -------------------- | ----------------- | --------------- |
| Richie Furst         | Justin Timberlake | Zámbori Soma    |
| Rebecca Shafran      | Gemma Arterton    | Bartsch Kata    |
| Ivan Block           | Ben Affleck       | Széles Tamás    |
| Eric Shavers ügynök  | Anthony Mackie    | Pál András      |
| Hornstein professzor | David Costabile   | Jakab Csaba     |
| Shecky               | Sam Palladio      | Dévai Balázs    |
| Andrew Cronin        | Oliver Cooper     | Elek Ferenc     |
| Craig                | Ben Schwartz      | Hamvas Dániel   |
| Lionel               | Dayo Okeniyi      | Mészáros András |
| Archie               | Louis Lombardi    | Kapácsy Miklós  |
| Harry Furst          | John Heard        | Forgács Gábor   |
| Herrera képviselő    | Yul Vazquez       | Király Attila   |